# RSV Eintracht 1949
Der RSV Eintracht 1949 (vollständiger Name: Regionaler Sportverein Eintracht 1949 e. V., kurz RSV) ist ein Sportverein aus Stahnsdorf, der vor allem durch seine Basketball- und Fußball-Abteilung auf sich aufmerksam gemacht hat.

## Geschichte

Logo mit dem bis 2016 gültigen Vereinsnamen

Der Verein geht auf die am 2. August 1949 gegründete TSG Einheit Teltow-Kleinmachnow zurück, die sich später BSG Elektronik Teltow nannte.  1990 wurde als Rechtsnachfolger der Verein TSG Teltow-Kleinmachnow 1949 mit Sitz in Teltow gegründet. Im April 1998 fusionierte dieser mit der 1993 gegründeten Fußballjugend Kleinmachnow/Teltow. Der neue Vereinsname lautete Regionaler Sportverein „Eintracht“ Teltow-Kleinmachnow-Stahnsdorf 1949 e. V., der Vereinssitz wurde nach Stahnsdorf verlegt. Im Januar 2016 wurde der Vereinsname zu Regionaler Sportverein Eintracht 1949 e. V. verkürzt. Neben Basketball und Fußball bietet der Verein noch Aerobic, Badminton, Rollstuhlbasketball, Freizeitsport für Erwachsene, Cheerleading, Turnen, Gesundheitssport, Handball, Judo, Leichtathletik, Reha- und Behindertensport, Triathlon und Volleyball an.

## Basketball

### Geschichte
In den 1980er Jahren wurde im TSV Stahnsdorf die Sektion Basketball gegründet. 1990 war der TSV Gründungsmitglied des Brandenburgischen Basketball Verbandes. Zum 1. Juni 1999 wechselte die Abteilung vom TSV Stahnsdorf zum Regionalen Sportverein Eintracht Teltow-Kleinmachnow-Stahnsdorf.
Damals war die Herrenmannschaft gerade von der Bezirksliga in die Landesliga aufgestiegen. In den Folgejahren arbeitete sich die Mannschaft bis in die 2. Basketball-Bundesliga ProB vor, in der sie ab der Saison 2007/08 vertreten war. Der Ukrainer Vladimir Pastushenko hatte 2003 das Amt des Cheftrainers übernommen und die Mannschaft 2006 zum Aufstieg in die 1. Regionalliga und ein Jahr später zum Aufstieg in die ProB geführt. Überragender RSV-Spieler dieser Zeit war der US-Amerikaner Joe Deister, der entscheidend zur Aufstiegsserie beitrug, von 2005 bis 2008 für den Verein spielte und von eurobasket.com in der Saison 2006/07 zum Spieler des Jahres der 1. Regionalliga Nord gekürt wurde. In der Saison 2005/06 spielte neben Joe Deister auch dessen älterer Bruder Jesse für den RSV Eintracht. Beide zeigten in der 2. Regionalliga überragende Leistungen.
Nach Alba Berlin war der RSV in dieser Zeit jahrelang die erfolgreichste Basketballmannschaft der Agglomeration Berlin. Für die Saison 2010/11 wurde als Ziel der Aufstieg in die zweithöchste deutsche Spielklasse im Basketball, die ProA, ausgegeben. Dies wurde verfehlt. Im Oktober 2012 wurde der langjährige Cheftrainer Pastushenko seines Amtes nach dem 2. Spieltag enthoben, wirkte ab 2013 dann aber als Sportdirektor des Vereins. Der Verein befand sich schließlich 2012/13 im Abstiegskampf der ProB. Am letzten Spieltag der Abstiegsrunde wurde der ProB-Klassenerhalt sichergestellt.
In der Saison 2013/14 stieß der RSV Eintracht unter Trainer Peter Günschel ins Viertelfinale der ProB-Meisterrunde vor und schied dort gegen Baunach aus.
In der Endphase der Saison 2014/15 trennte man sich von Günschel, Co-Trainer Jaime Meißner und Sportdirektor Pastushenko übernahmen, vermochten den sportlichen Abstieg aus der ProB aber nicht zu verhindern. Der RSV Eintracht blieb jedoch dank einer Wildcard in der dritthöchsten deutschen Spielklasse.
Zur Saison 2015/16 wurde Jan Sauerbrey als Cheftrainer eingesetzt. Der RSV Eintracht verpasste in jener Spielzeit zum zweiten Mal in Folge den Sprung in die ProB-Playoffs, sicherte aber in der Abstiegsrunde den Klassenverbleib. Da die Hertener Löwen in die Regionalliga abstiegen, war der RSV Eintracht fortan der einzige Verein, der seit der Gründung der 2. Bundesliga ProB im Jahr 2007 ohne Unterbrechung zur dritten Liga gehörte. Als Sauerbreys Nachfolger auf dem Posten des Cheftrainers wurde im Sommer 2016 der Niederländer Thomas Roijakkers eingesetzt. Ende Februar 2017 trennte sich der RSV aufgrund der sportlichen Situation von Roijakkers. Zu jenem Zeitpunkt stand die Mannschaft auf dem vorletzten Platz der ProB Nord. Zum Nachfolger des Niederländers wurde der bisherige Co-Trainer, der Kroate Denis Toroman, bestimmt. Die Mannschaft verpasste in der Abstiegsrunde dennoch den Klassenerhalt, verblieb aber in der Liga, da die sportlich qualifizierte BG Karlsruhe keine Lizenz mehr erhielt.
In der Spielzeit 2017/18 wurde erneut der sportliche Klassenerhalt in der 2. Bundesliga ProB verfehlt. Toroman führte die Mannschaft in der Folgesaison zum Gewinn des Meistertitels in der Regionalliga Nord. Zu den Leistungsträgern des Meisteraufgebots gehörten der US-Amerikaner Matthew Dogan sowie Sebastian Fülle. Meistertrainer Toroman verließ den Verein nach dem Gewinn des Titels und nahm ein Angebot des luxemburgischen Verbandes an, seine Nachfolge beim RSV trat mit Kai Buchmann ein Rückkehrer an. Die RSV-Herrenmannschaft erhielt nach dem Wiederaufstieg in die 2. Bundesliga ProB den Spitznamen „TKS 49ers“ (Abkürzung für Teltow, Kleinmachnow, Stahnsdorf; die Zahl wurde als Hinweis auf 1949, das Gründungsjahr des Hauptvereins, ausgewählt) und ein eigenes Wappen. Anfang November 2019 wurde Buchmann als Trainer beurlaubt. Nachdem der Sportliche Leiter Pastushenko die Mannschaft übergangsweise in zwei Spielen betreut hatte, wurde Mitte November 2019 mit dem zuvor in der Jugendarbeit des EBC Rostock tätigen Moldawier Nicolai Coputerco ein neuer Cheftrainer eingestellt. Die wegen der Ausbreitung des Coronavirus SARS-CoV-2 Mitte März 2020 vorzeitig beendete Saison 2019/20 schloss die Mannschaft als Tabellenletzter der ProB-Nordstaffel ab. Seitens der Liga wurde aber entschieden, dass es aufgrund der verkürzten Saison keine Absteiger geben würde.
In der Sommerpause 2020 löste Pastushenko Coputerco als Trainer ab. Bis zum Ende der Saison 2023/24 übte Pastushenko die Tätigkeit aus, übergab das Traineramt dann an Dorian Coppola, der zuvor vier Jahre lang sein Assistent gewesen war. Pastushenko übernahm andere Aufgaben in dem Verein. Nach einem Spieljahr als Cheftrainer der Eintracht verließ Coppola den Verein. Als Nachfolger wurde der frühere Nationalspieler Drazan Tomic verpflichtet.

### Bekannte ehemalige Spieler
Beim RSV Eintracht spielten (teils auch in der Jugendabteilung) mehrere Basketballer, die später in den höchsten beiden deutschen Spielklasse aktiv waren, wie Oliver Mackeldanz, Daniel Mixich, Kevin Schaffartzik, Mauricio Marin, Robin Jorch, Tim Schneider, Thomas Schoeps, Leon Bahner, Michael Fleischmann oder Michael Jost. Ab 2005 verstärkte der Verein seine Herrenmannschaft regelmäßig mit Spielern aus den Vereinigten Staaten. Zu den Amerikanern, die am meisten Eindruck im RSV-Trikot hinterließen, gehören: Joe Deister (2005–2008), Jackson Capel (2009–2010 und 2016) und Kellen Williams (2010–2012 und 2013–2015).

### Trainer
| Amtszeit        | Name                                 |
| --------------- | ------------------------------------ |
| 1998–2001       | Marcus Boljahn                       |
| 2001–2003       | Torsten Schierenbeck                 |
| 12/2003–10/2012 | Vladimir Pastushenko                 |
| 10/2012–11/2012 | Jaime Meißner                        |
| 11/2012–03/2013 | Kai Buchmann                         |
| 12/2013–03/2015 | Peter Günschel                       |
| 03/2015–04/2015 | Jaime Meißner / Vladimir Pastushenko |
| 2015–2016       | Jan Sauerbrey                        |

| Amtszeit        | Name                 |
| --------------- | -------------------- |
| 12/2016–02/2017 | Thomas Roijakkers    |
| 02/2017–2019    | Denis Toroman        |
| 2019–11/2019    | Kai Buchmann         |
| 11/2019         | Vladimir Pastushenko |
| 11/2019–03/2020 | Nicolai Coputerco    |
| 05/2020–05/2024 | Vladimir Pastushenko |
| 05/2024–06/2025 | Dorian Coppola       |
| seit 06/2025    | Drazan Tomic         |

## Fußball

### Geschichte
Die Fußballer des RSV Eintracht spielten jahrzehntelang lediglich auf Kreisebene. 2009 gelang der Aufstieg in die Landesklasse, dem zwei Jahre später der Aufstieg in die Landesliga folgte. Im Jahre 2014 stiegen die Eintrachler in die Brandenburg-Liga auf. Dort hielten sich die Stahnsdorfer für zwei Jahre, ehe der Abstieg in die Landesliga folgte. 2017 und 2018 wurde der RSV Eintracht jeweils Vizemeister der Landesliga hinter dem FSV Bernau bzw. Blau-Weiß Petershagen-Eggersdorf, bevor 2019 der Wiederaufstieg in die Brandenburg-Liga gelang. Die Saison 2019/20 wurde wegen der COVID-19-Pandemie vorzeitig abgebrochen. Die Stahnsdorfer hatten beim Abbruch zehn Punkte Vorsprung auf den zweitplatzierten und schafften so den Durchmarsch in die Fußball-Oberliga Nordost.

### Erfolge
Liga
- Aufstieg in die Oberliga Nordost: 2020
- Meister Brandenburgliga: 2020
- Meister der Landesliga Brandenburg-Nord: 2014, 2019
- Meister Landesklasse Mitte 2011
- Meister Kreisliga Havelland-Mitte: 2009
- Meister 1. Kreisklasse Havelland A: 2004

Pokal
- Brandenburgischer Landespokalsieger: 2025

### Spielstätte
Die Fußballer des RSV Eintracht tragen ihre Heimspiele auf dem Sportplatz Heinrich-Zille-Straße in Stahnsdorf aus. Die Anlage bietet Platz für 1800 Zuschauer. Es wird auf Naturrasen gespielt.

### Persönlichkeiten
- Leon Schaffran
- Daniel Scheinig